# Навенахеви
Навенахеви (груз. ნავენახევი) — село в Грузии, на территории Тержольского муниципалитета края (мхаре) Имеретия.

## География
Село находится в западной части Грузии, к северу от реки Квирилы, на расстоянии 25 километров к северо-западу от города Тержола, административного центра муниципалитета. Абсолютная высота — 287 метров над уровнем моря.

## Население
По результатам официальной переписи населения 2014 года, в Навенахеви проживало 327 человек (158 мужчин и 169 женщин). В национальной структуре населения грузины составляли 99,7 %, русские — 0,3 %.
| Год  | Население, человек |
| ---- | ------------------ |
| 2002 | 450                |
| 2014 | ↘ 327              |